# Чёрный аист
Чёрный а́ист (лат. Ciconia nigra) — птица из семейства аистовых. Занесён в Красные книги Беларуси, Болгарии, Казахстана, Узбекистана, Украины, Таджикистана и РФ, а также отдельных её регионов (Волгоградской области, Мордовии, Саратовской области, Ивановской области, Хабаровского края, Удмуртской республики, Сахалинской области).

## Распространение

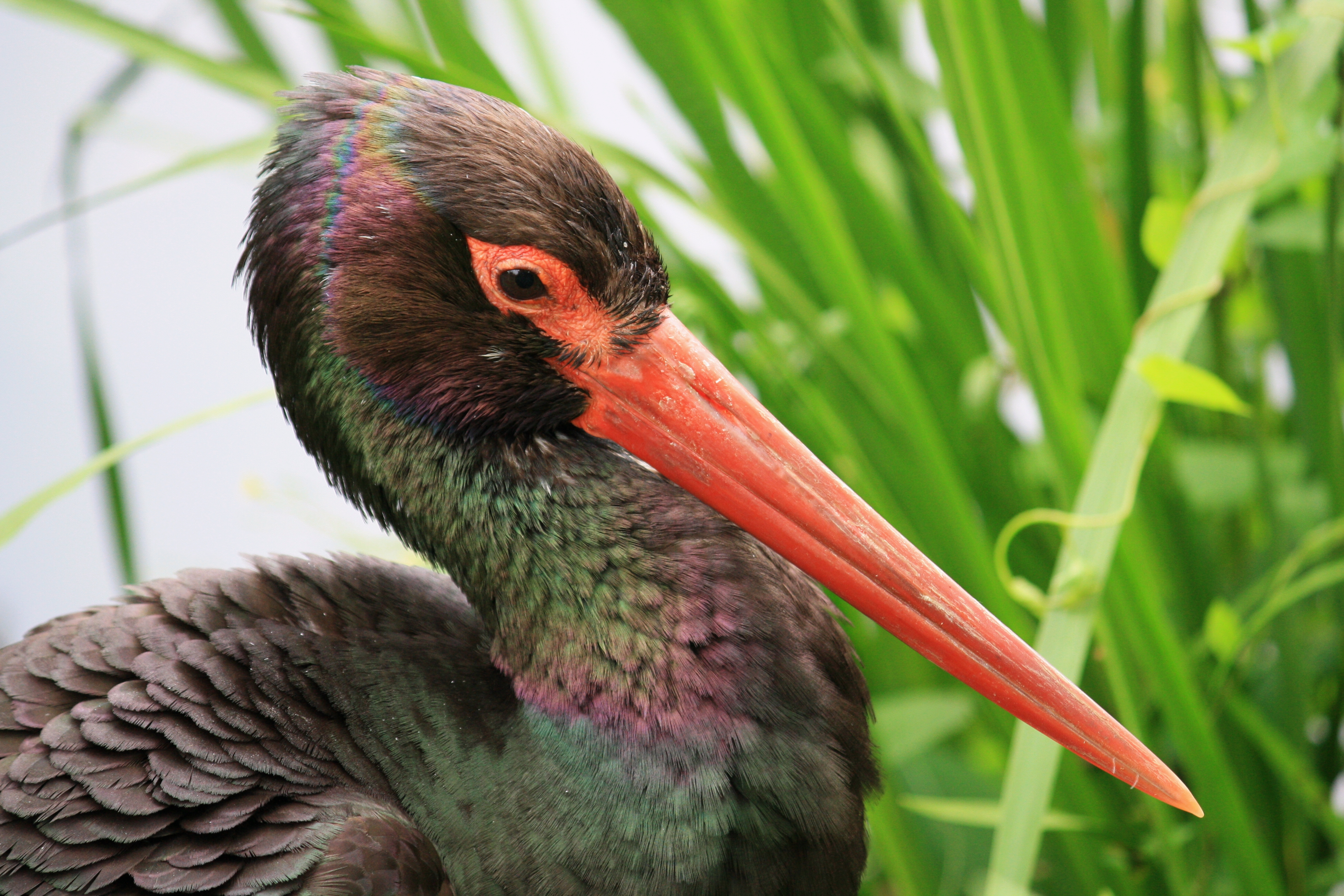

Обитает в лесной зоне Евразии, стараясь избегать людей. В России чёрный аист населяет территорию от Балтийского моря через Урал по 60-61 параллели и всю Южную Сибирь до Дальнего Востока, включая остров Сахалин. На Курилах и полуострове Камчатка не встречается. Отдельная популяция обитает на юге России, в лесах Чечни, Дагестана, Ставропольского края. Наибольшее количество птиц в России гнездится в районе Приморья. Самая большая в мире популяция чёрного аиста обитает на территории заказника Средняя Припять, находящегося в Белоруссии.
Зимует в Южной Азии (низкогорья Гималаев в пределах Пакистана, Индии и Китая, центральные районы Индии, юго-восток Китая, в том числе Тайвань) и Африке. В Южной Африке живёт оседлая популяция чёрных аистов.
От белого аиста отличается большей стройностью телосложения, несколько меньшими размерами, преобладанием чёрных тонов в оперении, заметно более скошенным к вершине профилем клюва, не избегает летать над морем. Пути миграции черных аистов, гнездящихся в Австрии, Хорватии и Венгрии, пролегают через Сицилию или Крит.

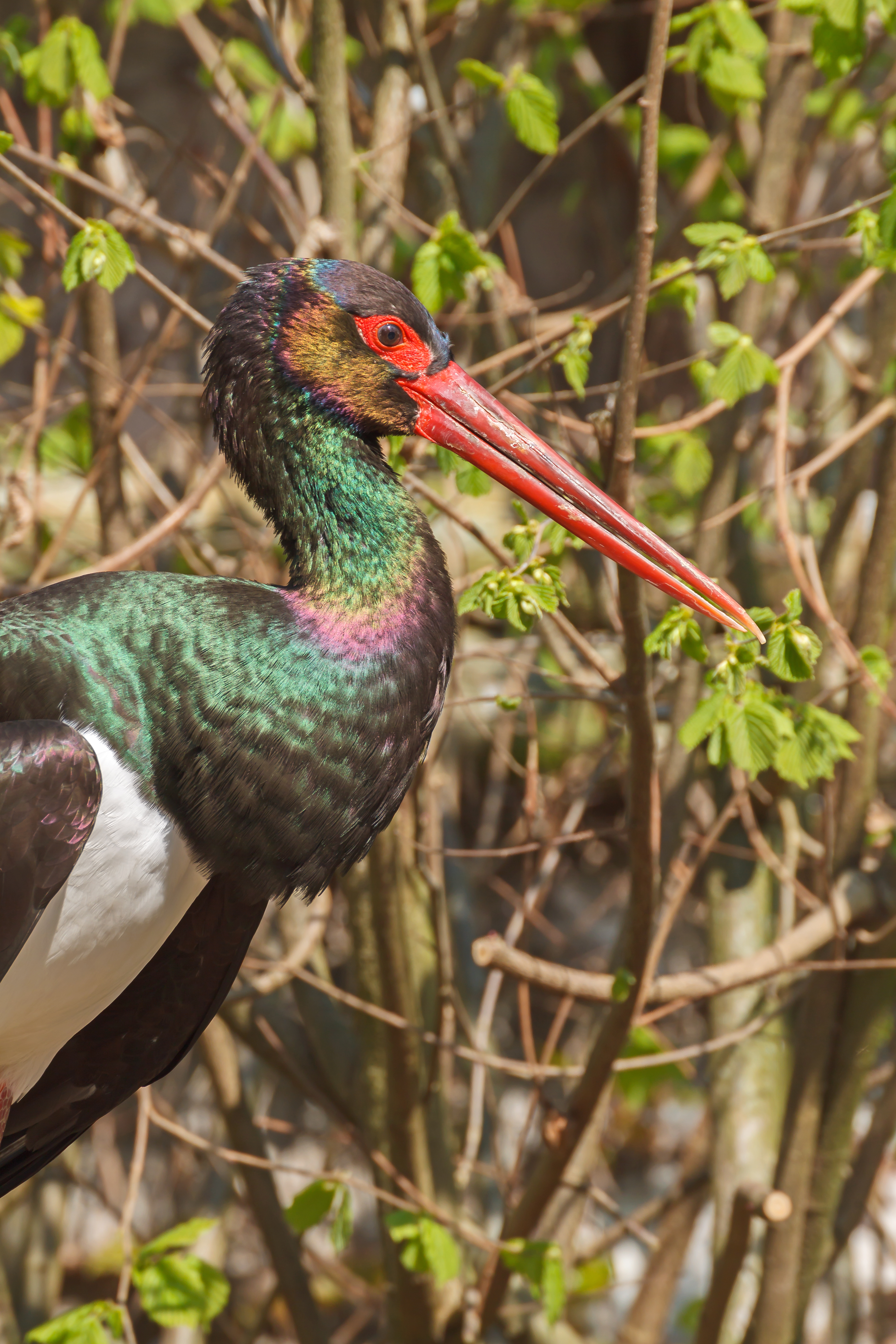

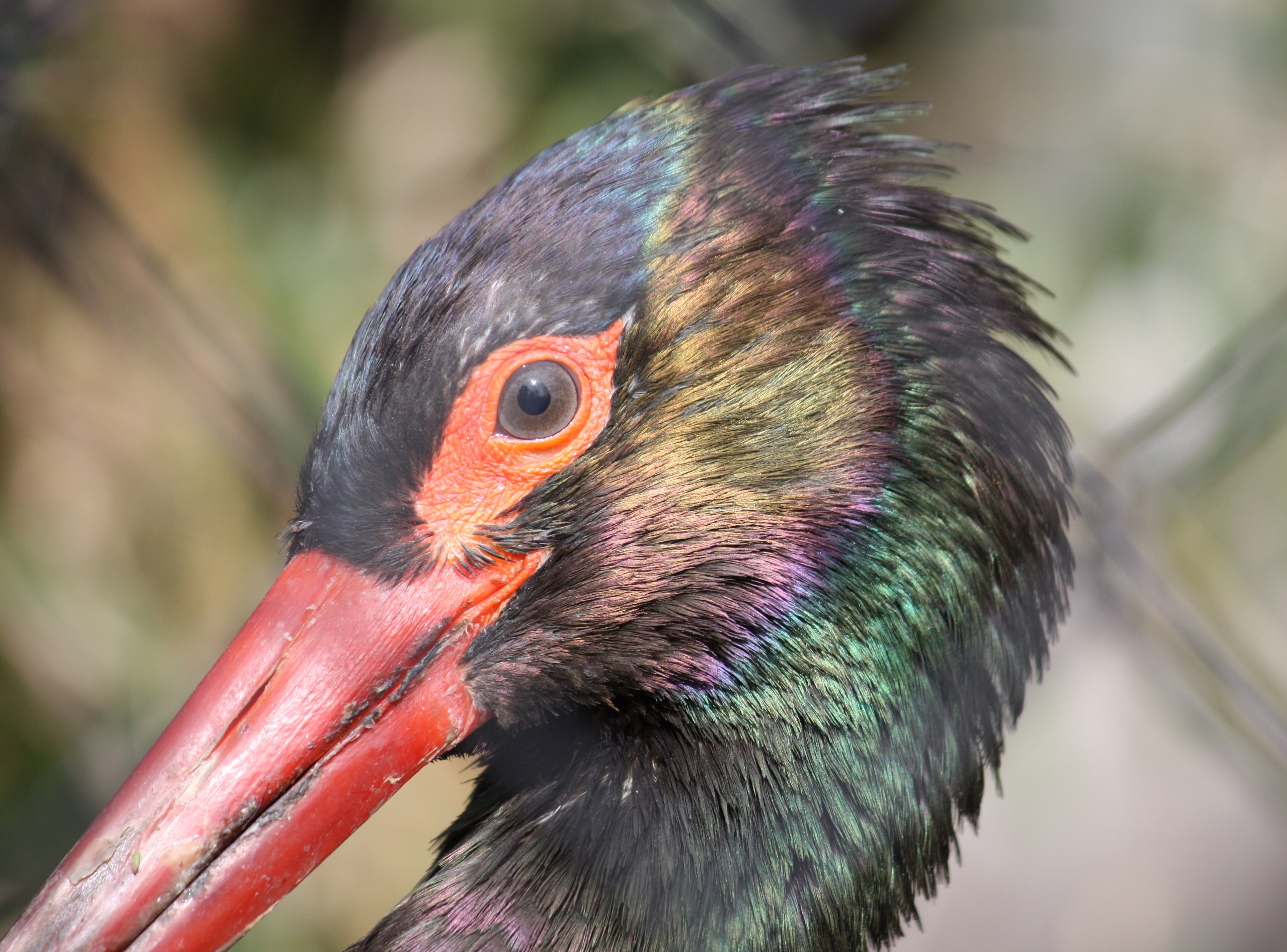
Голова крупным планом

## Образ жизни
Образ жизни чёрного аиста изучен слабо. Эта скрытная птица,
предпочитает селиться в глухих, старых лесах на равнинах и предгорьях возле водоёмов — лесных озёр, рек, болот. В полёте чёрный аист, как и другие аисты, часто парит, распластав крылья. Как и все аисты, чёрный летит, вытянув вперёд шею и откинув назад длинные тонкие ноги.

### Питание
Питается в основном рыбой, мелкими водными позвоночными и беспозвоночными животными, кормится на мелководьях, заливных лугах и поблизости от водоёмов. На зимовках, помимо перечисленного кормится мелкими грызунами, крупными насекомыми, реже змеями, ящерицами и моллюсками.

### Размножение

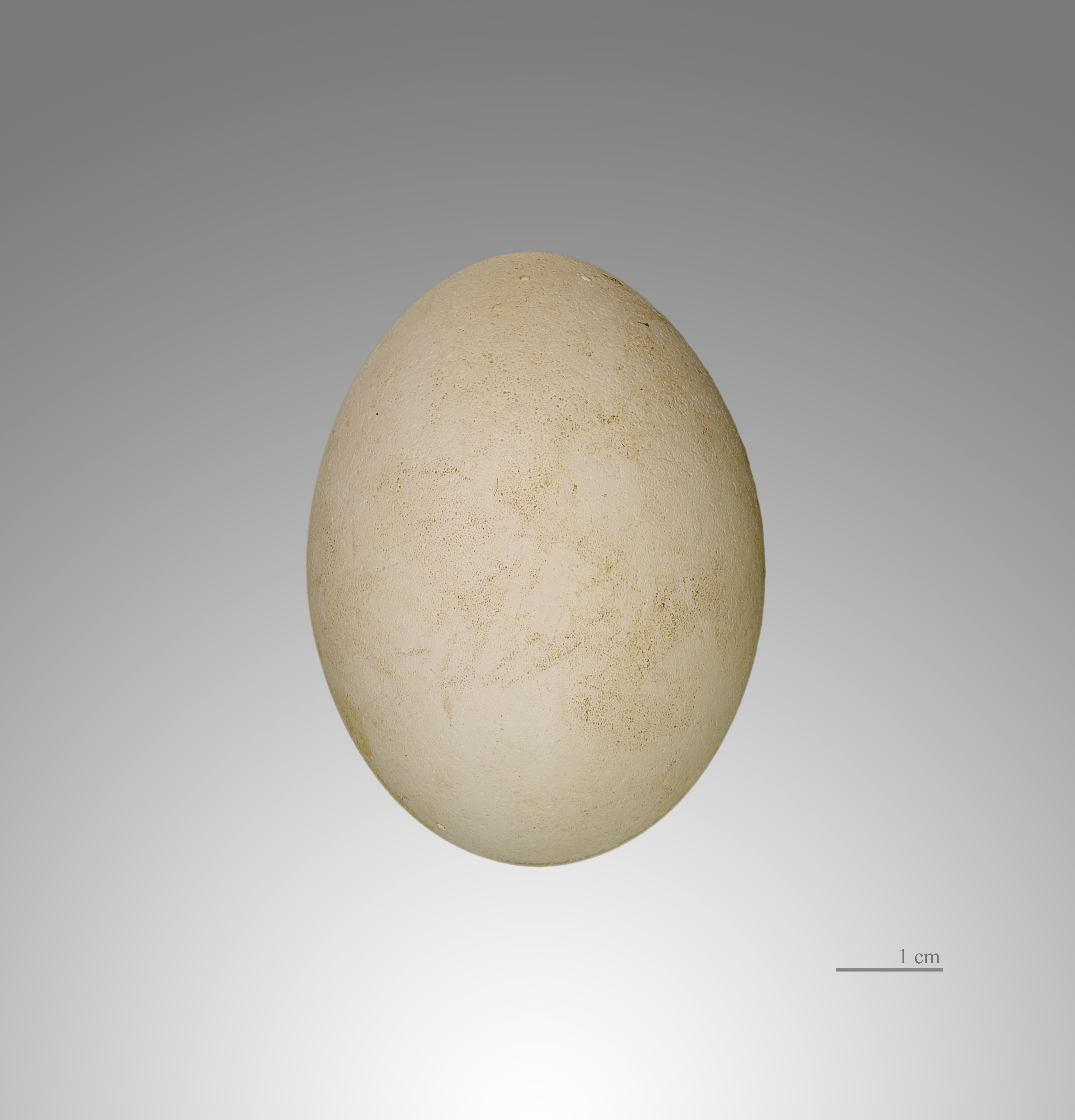
Яйцо чёрного аиста

Чёрный аист — моногамная птица, размножаться начинает с трёх лет. Гнездится один раз в году на высоте 10—25 м в кроне старых, высоких деревьев или на уступах скал в местах далёких от людского жилья, в лесных чащах. Иногда гнёзда чёрного аиста встречаются в горах — на высоте до 2200 метров над уровнем моря. Гнёзда массивные, из толстых веток и сучьев деревьев, скрепленных между собой при помощи дёрна, земли и глины.
На места гнездования аисты прилетают в конце марта — начале апреля.
В кладке, которую насиживают оба родителя, насчитывается от 4 до 7 яиц. Насиживание длится около 30 дней. Поскольку насиживание начинается с первого отложенного яйца, птенцы появляются неодновременно. Вылупившиеся птенцы — белого или сероватого цвета с оранжевым у основания клювом. Кончик клюва зеленовато-жёлтый. Примерно 10 дней птенцы чёрного аиста только лежат в гнезде, затем начинают садиться. В возрасте 35—40 дней встают на ноги. Всего в гнезде птенцы сидят 55—65 дней. Родители кормят птенцов около 4—5 раз в сутки.

## Вокализация
Чёрный аист, как и белый аист, подаёт голос крайне неохотно и редко. Как правило, в полёте издаёт громкий крик, который можно передать как «че-ли» или «чи-лин», тихо переговаривается на гнезде. Клювом стучит тоже редко. В брачный период издаёт громкое шипение.
Птенцы чёрного аиста имеют грубый и неприятный голос.

## Чёрный аист и человек
В зоопарках были попытки скрестить чёрного и белого аистов. Нередки случаи, когда самец чёрного аиста, находясь в одном вольере с самкой белого аиста, начинает за ней ухаживать. Однако вывести гибридных птенцов этим двум видам невозможно из-за сильного различия в брачных ритуалах.
|                                                                                 |  |  |  |
| Изображения чёрного аиста на марках СССР, Белоруссии, Казахстана и Узбекистана. |  |  |  |